# Musée national de l'Éducation
Pour les articles homonymes, voir Musée de l'éducation.
Le musée national de l’Éducation (MUNAÉ) est un musée français situé à Rouen. C'est un service du réseau Canopé. Il a le label musée de France.
Il est composé d'un centre d’expositions et d'un centre de ressources, situés sur deux sites.

## Historique
Le musée est créé par Jules Ferry le 13 mai 1879 à Paris en tant que musée pédagogique de l'État. Réunissant des objets présentés à l'Exposition universelle de 1878, il vise alors à améliorer la formation des maîtres d'école en réunissant pour cela des livres et du matériel pédagogique et scientifique qui circuleraient entre eux. D'abord installé au palais Bourbon, le musée est déplacé dans un bâtiment du lycée Rollin (aujourd'hui lycée Jacques-Decourt, puis, en 1885, il occupe un vaste bâtiment à l'angle des rues Louis-Thuillier et Gay-Lussac. En parallèle de cette structure, un second fond naît dans les années 1970 grâce au directeur du Centre régional de documentation pédagogique de Rouen, navré de constater que le vieux matériel scolaire (mobilier en bois, livres anciens, etc.) partait aux ordures. Il récupère donc certaines pièces, bientôt enrichies de dons de particuliers. En 1975, les deux fonds sont réunis à Rouen qui, en 1980, grâce au ministre René Haby, donnent officiellement naissance au musée national de l'Éducation.

## Collections

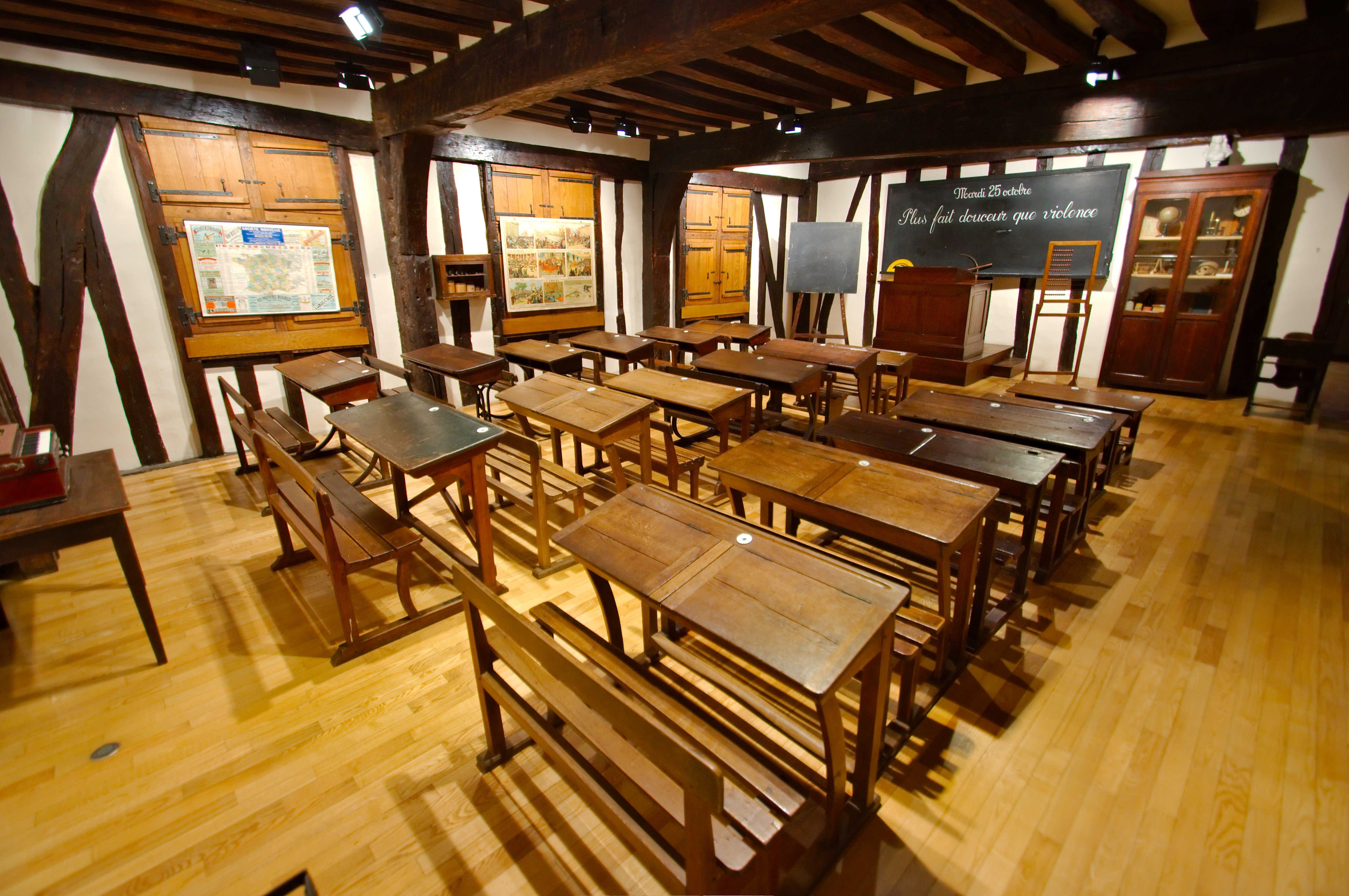
Reconstitution d’une salle de classe au musée national de l’Éducation.

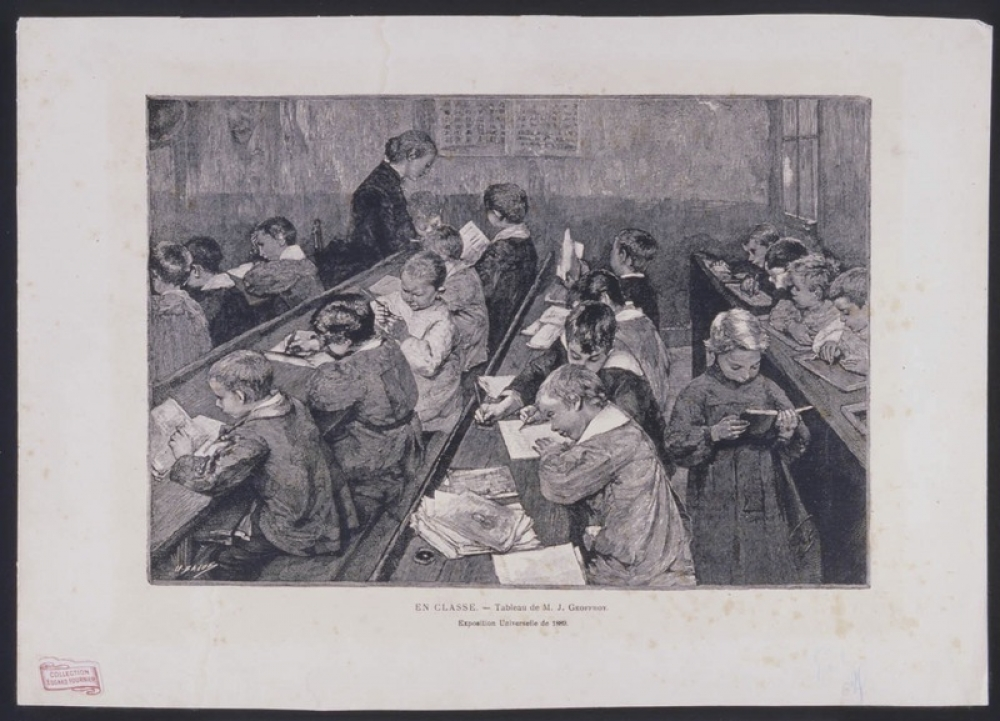
Charles Baude, En classe, gravure sur bois d'après une peinture de Jean Geoffroy présentée à l'Exposition universelle de 1889.

Le musée conserve près de 950 000 œuvres et objets concernant l’histoire de l’éducation en France depuis la Renaissance. Il s'agit de peintures, d'estampes, d'images populaires, de matériel pédagogique, de mobilier scolaire, de travaux d'élèves et d'enseignants, de jeux et jouets, de documents autographes de personnages célèbres. Les œuvres sont partiellement répertoriées dans une base de données.
On retrouve également de nombreux documents et objets liés à la pédagogie « par l'aspect » (maquettes, objets didactiques) et à la pédagogie audiovisuelle. Enfin le musée conserve des ouvrages et périodiques, livres et imprimés scolaires, des livres de pédagogie et un fonds important  d'ouvrages de littérature de jeunesse.

## Organisation

### Un centre d’expositions
Le centre d'expositions occupe depuis 1980 la maison des Quatre Fils Aymon  dans le centre historique de Rouen. Le bâtiment date du XVe siècle et est classé au titre des monuments historiques depuis le 25 septembre 1961.
Cet espace propose une exposition permanente sur deux étages ainsi que des expositions temporaires sur les deux derniers étages. En complément, des expositions-dossiers sont élaborées toutes les années[source secondaire souhaitée]. 

### Un centre de ressources

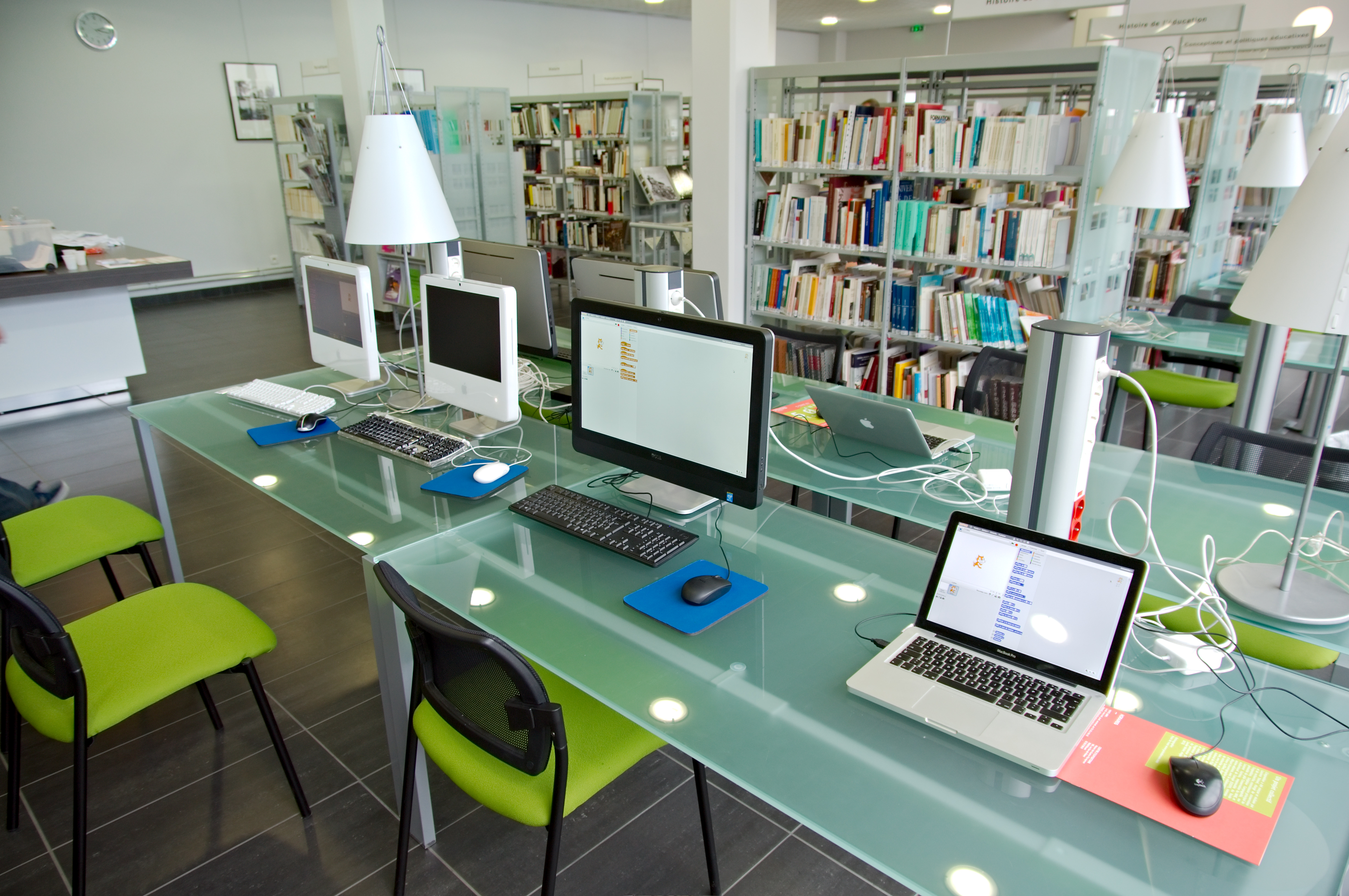
Salle du centre de ressources du musée.

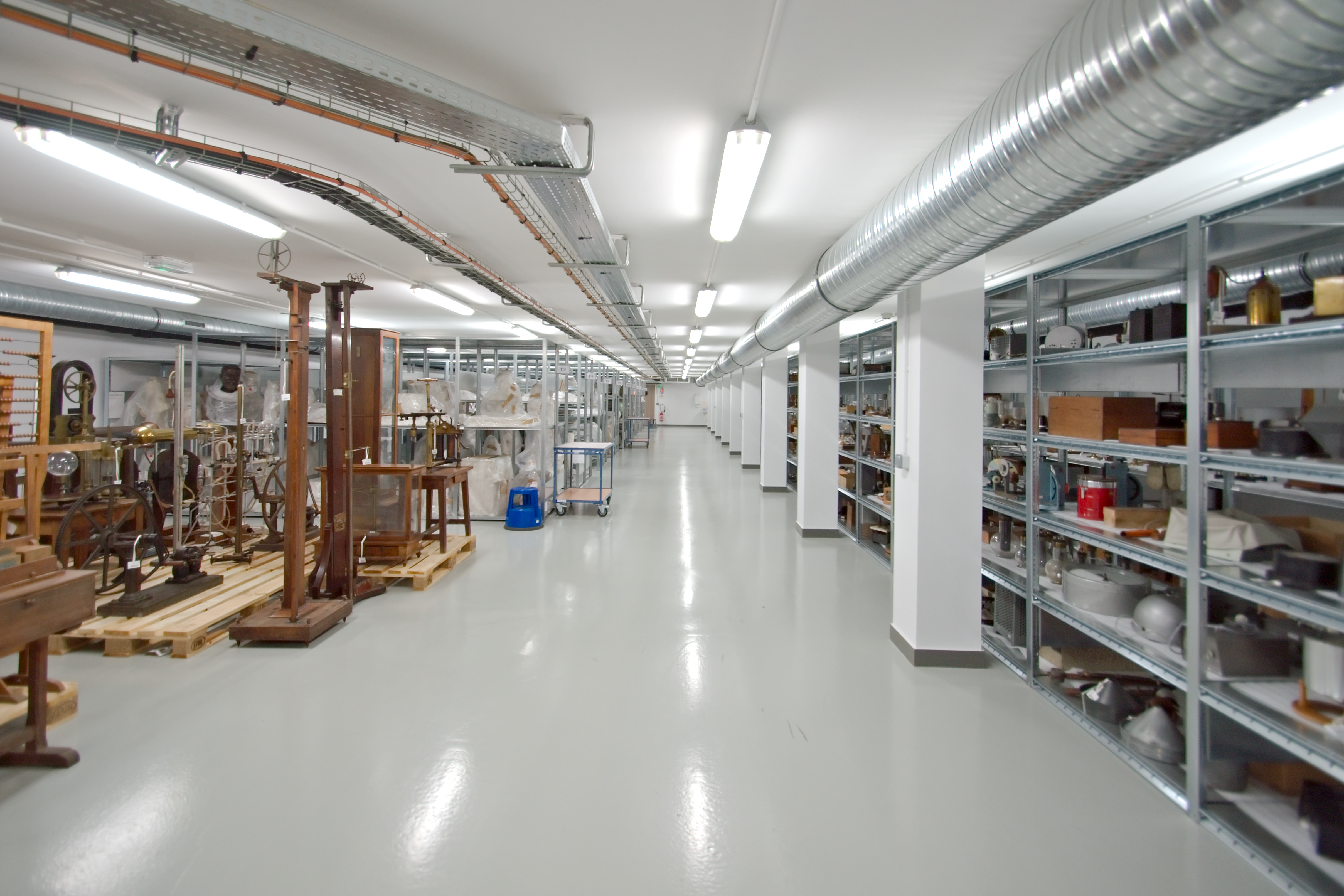
Réserves du musée.

Le centre de ressources est situé depuis 2010 au no 6 rue de Bihorel à Rouen dans un bâtiment réalisé par l'architecte N. Fahmy. Il abrite :
- les réserves conservant près de 950 000 œuvres sur 2 500 m2 ;
- une salle d'étude accessible à tous mais particulièrement destinée à l'accueil des chercheurs ;
- une photothèque ;
- les services de la documentation, de la conservation et des publics du musée ainsi que les locaux administratifs et techniques.